# El Mirador, Eloxochitlán
El Mirador är en ort i Mexiko.   Den ligger i kommunen Eloxochitlán och delstaten Puebla, i den sydöstra delen av landet, 250 km öster om huvudstaden Mexico City. El Mirador ligger 1 534 meter över havet och antalet invånare är 374.
Terrängen runt El Mirador är bergig åt nordost, men åt sydväst är den kuperad. Terrängen runt El Mirador sluttar österut. Runt El Mirador är det ganska tätbefolkat, med 144 invånare per kvadratkilometer. Närmaste större samhälle är Huitzmaloc, 4,0 km sydost om El Mirador. I omgivningarna runt El Mirador växer i huvudsak städsegrön lövskog.